# Clarence R. Slocum
Clarence R. Slocum, Clarence Rice Slocum (ur. 22 czerwca 1870 w Brooklynie - zm. 25 lutego 1912 w Fiume) – amerykański urzędnik konsularny.
Syn gen. Henry Slocuma. Początkowo zajmował się handlem zagranicznym. Następnie wstąpił do amerykańskiej służby zagranicznej pełniąc m.in. funkcje - konsula w Warszawie (1903-1905), Weimarze (1905-1906), konsula generalnego w Bomie (1906), konsula w Zittau (1907-1908), Fiume (1908-1912). Zmarł w konsulacie; pochowany na Green-Wood Cemetery na nowojorskim Brooklynie.